# スタランツァーノ
スタランツァーノ（伊: Staranzano）は、イタリア共和国フリウリ＝ヴェネツィア・ジュリア州ゴリツィア県にある、人口約7,100人の基礎自治体（コムーネ）。

## 名称
標準イタリア語以外の言語では、以下の名称を持つ。
- ヴェネト語ビシアカリア方言 (it) : Staranzan

## 地理

### 位置・広がり
ゴリツィア県南部・ビシアカリア地方 (it:Bisiacaria) に属する町で、その中心都市モンファルコーネの西に隣接している。県都ゴリツィアから南南西へ17km、州都トリエステから北西へ28kmの距離にある。
イゾンツォ川の河口部右岸（東岸から北岸）にあたっており、アドリア海（ヴェネツィア湾）に面している。コムーネの領域は南北に長く広がっており、コムーネ最北端から最南端のイゾンツォ川河口砂嘴先端までは約10kmある。

#### 隣接コムーネ
隣接するコムーネは以下の通り。
- ロンキ・デイ・レジョナーリ - 北
- モンファルコーネ - 東
- グラード - 南
- サン・カンツィアン・ディゾンツォ - 西

### 地勢
イゾンツォ川河口部にあたり、地勢は平坦である。イゾンツォ川はコムーネの領域の最南端でアドリア海（ヴェネツィア湾）に注いでおり、コムーネの南部は、フォッチェ・デッリゾンツォ自然保護区 (it:Riserva naturale della Foce dell'Isonzo) の一部に指定されている。

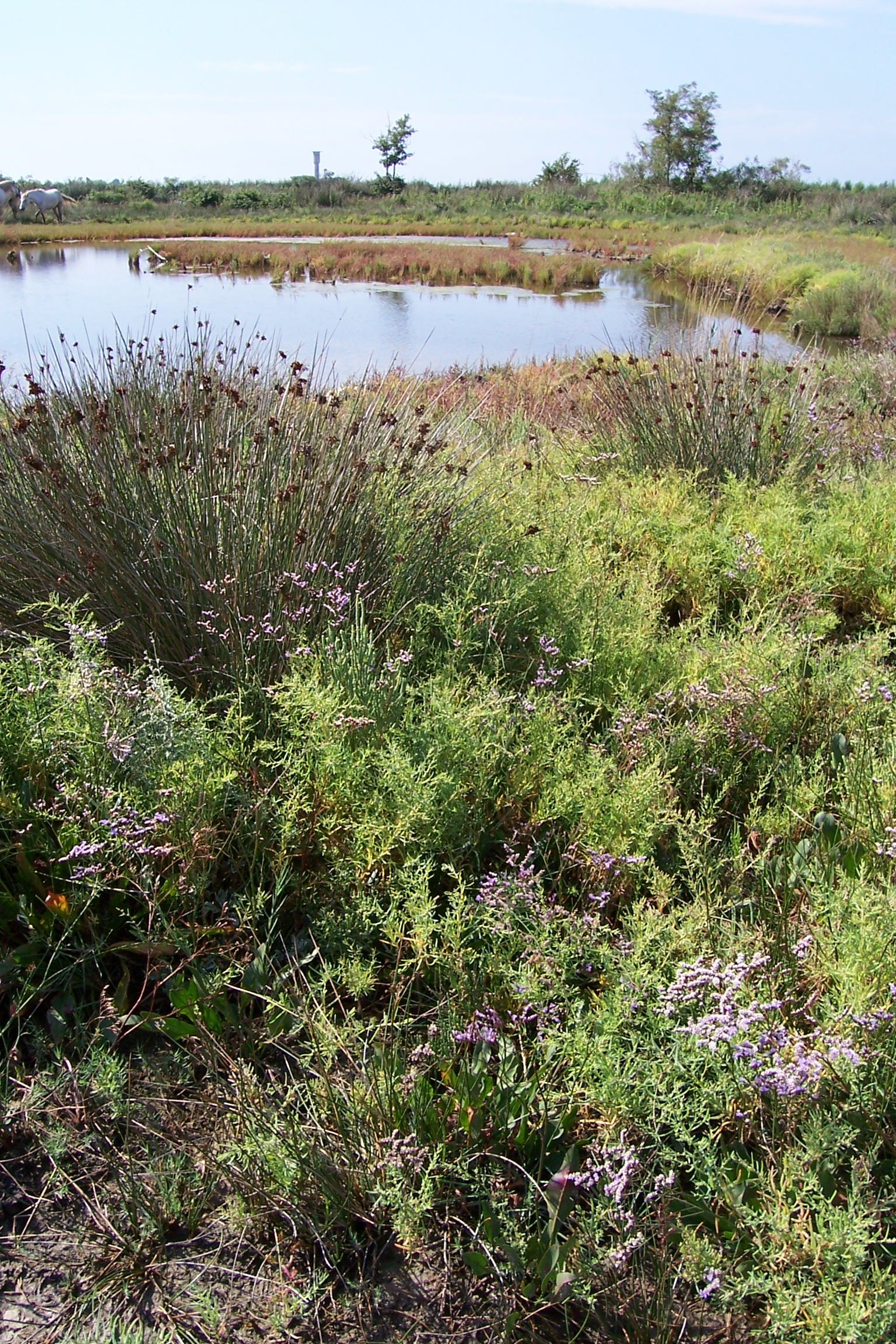
コナ島(Isola della Cona)の湿地帯

### 気候分類・地震分類
スタランツァーノにおけるイタリアの気候分類 (it) および度日は、zona E, 2246 GGである。
また、イタリアの地震リスク階級 (it) では、zona 3 (sismicità bassa) に分類される。

### 主な集落
スタランツァーノ（Staranzano）の本村はコムーネの北東に所在し、モンファルコーネの市街地に連坦している。本村の南にはビストリニャ（Bistrigna）の集落があり、分離集落（フラツィオーネ）とされている 。ドッビア（Dobbia）はスタランツァーノ本村の北西約2kmに位置し、本村とベリアノ（サン・カンツィアン・ディゾンツォの一部）との中間にある。

## 歴史
スタランツァーノの村は、19世紀初頭にモンファルコーネとサン・カンツィアンの村に所属していた2つの集落が分離して生まれ、1848年にコムーネとして独立の地位を獲得した。

## 社会

### 人口

#### 居住地区別人口
国立統計研究所（ISTAT）は居住地区（Località abitata）別の人口として以下を掲げている。統計は2001年時点。
| 地区名       | 標高 | 人口  | 備考                                                   |
| ------------ | ---- | ----- | ------------------------------------------------------ |
| STARANZANO   | 0/10 | 6,642 |                                                        |
| STARANZANO * | 7    | 6,299 | モンファルコーネおよびロンキ・デイ・レジョナーリに連続 |
| Dobbia       | 6    | 255   |                                                        |
| Case Sparse  | -    | 88    |                                                        |

ISTATは人口統計上、家屋密度の高い centro abitato （居住の中心地区）、密度の低い nucleo abitato （居住の核となる地区）、まとまった居住地区を形成していない case sparse （散在家屋）の区分を用いている。上の表で地名がすべて大文字で示されているものが centro abitato である。「*」印が付されているのは、コムーネの役場・役所 la casa comunale の置かれている地区である。

## 交通

### 道路
国道
- SS14 (it:Strada statale 14 della Venezia Giulia) 
〔… - チェルヴィニャーノ - ピエリス〕 - ドッビア北方 - 〔ロンキ・デイ・レジョナーリ - モンファルコーネ - …〕

県道
- SP19 (Strada provinciale 19 Monfalcone-Grado)
〔モンファルコーネ〕 - ビストリニャ - 〔テッラノーヴァ - グラード〕

コムーネの最北部で、州南部を東西に貫く SS14 とわずかに接する。SS14 からはドッビアを経由して本村に至る道路がある。また、モンファルコーネとグラードとを結ぶ SP19 がコムーネの中央部、ビストリニャ地区を東西に通過している。